# مردم‌ستیزی

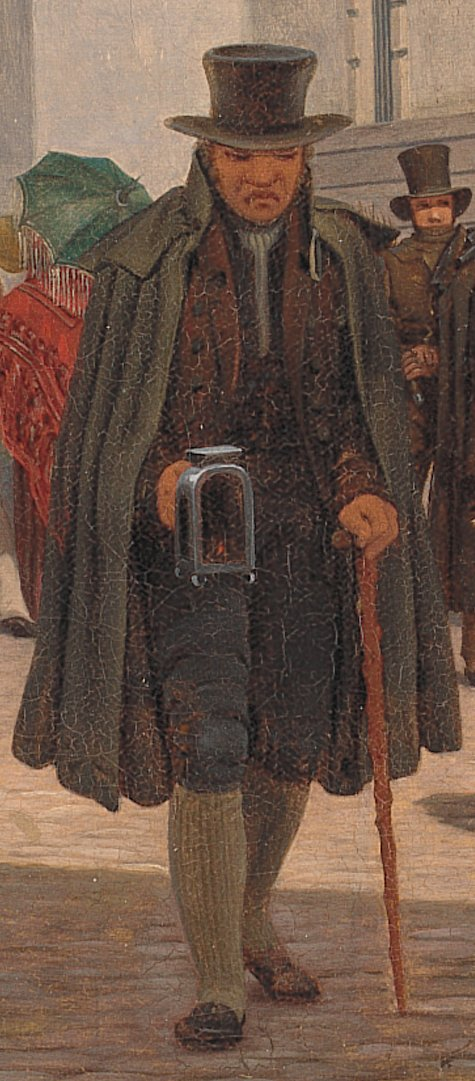
مردم‌ستیزی

مردم‌ستیزی (انگلیسی: Misanthropy) به بیزاری، نفرت، بی‌اعتمادی، یا کوچک شمردن انسان یا طبیعت انسان به‌طور کلی گفته می‌شود. مردم‌ستیز به فردی گفته می‌شود که این گونه نگرش‌ها یا احساسات را دارد. این حالت اغلب با مردم‌گریزی اشتباه گرفته می‌شود.
انسان‌گریز یا انسان‌گریزنده کسی است که چنین دیدگاه‌ها یا احساساتی دارد. انسان‌گریزی شامل نگرشی منفی و ارزیابی‌کننده نسبت به بشریت است که بر اساس نقص‌های انسان‌ها شکل گرفته است. انسان‌گریزان معتقدند که این نقص‌ها ویژگی همه، یا دست‌کم اکثریت قریب به اتفاق انسان‌ها هستند و ادعا می‌کنند که راهی آسان برای اصلاح آن‌ها وجود ندارد، مگر با تغییر کامل سبک زندگی غالب. در ادبیات علمی انواع مختلفی از انسان‌گریزی بسته به نوع نگرش، هدف و نحوه‌ی بیان آن تشخیص داده می‌شود. این نگرش ممکن است بر احساسات یا قضاوت‌های نظری مبتنی باشد و ممکن است به همه‌ی انسان‌ها به‌طور کلی یا به جز تعداد اندکی از افراد ایده‌آل‌شده معطوف شود. از این نظر، برخی انسان‌گریزان خودشان را نیز محکوم می‌کنند، در حالی که دیگران خود را برتر از بقیه می‌دانند. گاهی اوقات انسان‌گریزی با دیدگاه‌های مخربی که قصد آسیب رساندن به دیگران یا تلاش برای فرار از جامعه دارند، مرتبط است. دیگر مواضع انسان‌گریزانه شامل کنشگری با هدف بهبود بشریت، گوشه‌نشینی به شکل تسلیم و طنز برای به سخره گرفتن وضعیت پوچ انسانی است.
دیدگاه منفی انسان‌گریزانه بر انواع مختلف نقص‌های انسانی استوار است. نقص‌های اخلاقی و تصمیم‌های غیراخلاقی اغلب به‌عنوان عامل اصلی دیده می‌شوند. این موارد شامل بی‌رحمی، خودخواهی، بی‌عدالتی، طمع و بی‌تفاوتی نسبت به رنج دیگران است. این نقص‌ها می‌توانند منجر به آسیب به انسان‌ها و حیوانات شوند، مانند نسل‌کشی‌ها و دامداری‌های صنعتی. دیگر نقص‌ها شامل نقص‌های فکری، مانند جزم‌اندیشی و سوگیری شناختی، و همچنین نقص‌های زیبایی‌شناختی مربوط به زشتی و فقدان حساسیت به زیبایی هستند. بحث‌های زیادی در ادبیات علمی در مورد اینکه آیا انسان‌گریزی دیدگاهی معتبر است و چه پیامدهایی دارد، مطرح شده است. طرفداران انسان‌گریزی معمولاً به نقص‌های انسانی و آسیبی که آن‌ها به بار آورده‌اند به‌عنوان دلیل کافی برای محکوم کردن بشریت اشاره می‌کنند. منتقدان به این طرز فکر با ادعاهایی پاسخ داده‌اند؛ به این صورت که نقص‌های شدید فقط شامل چند مورد افراطی، مانند مجرمان مبتلا به بیماری‌های روانی می‌شود و نه تمام بشریت. اعتراض دیگری نیز بر این اساس است که انسان‌ها علاوه بر نقص‌ها دارای فضیلت‌هایی نیز هستند و یک ارزیابی متعادل ممکن است در کل مثبت باشد. انتقاد دیگری انسان‌گریزی را به دلیل ارتباط آن با نفرت که ممکن است به خشونت منجر شود و افراد را بی‌دوست و ناخشنود کند، رد می‌کند. مدافعان انسان‌گریزی پاسخ داده‌اند که این امر فقط در مورد برخی از انواع انسان‌گریزی صادق است و نه انسان‌گریزی به‌طور کلی.
موضوع مرتبط دیگر، به سؤال درباره‌ی عوامل روان‌شناختی و اجتماعی‌ای می‌پردازد که باعث می‌شوند افراد به انسان‌گریزی گرایش پیدا کنند. این عوامل شامل نابرابری اقتصادی، زندگی در زیر سلطه اقتدارگرایی و تجربه ناامیدی‌های شخصی در زندگی هستند. انسان‌گریزی در رشته‌های مختلف علمی حائز اهمیت است و در طول تاریخ توسط فیلسوفان مورد بحث و بررسی قرار گرفته است، مانند هراکلیتوس، دیوژن کلبی، توماس هابز، ژان-ژاک روسو، آرتور شوپنهاور و فردریش نیچه. دیدگاه‌های انسان‌گریزانه بخشی از تعالیم برخی از ادیان درباره‌ی نقص‌های عمیق انسان‌ها را تشکیل می‌دهند، مانند آموزه گناه نخستین در مسیحیت. دیدگاه‌ها و شخصیت‌های انسان‌گریزانه در ادبیات و فرهنگ عامه نیز یافت می‌شوند، از جمله شخصیت تیمون آتنی در آثار شکسپیر، نمایش‌نامه مردم‌گریز اثر مولیر و سفرهای گالیور اثر جاناتان سوییفت. انسان‌گریزی با بدبینی فلسفی ارتباط نزدیکی دارد، اما یکسان نیست. برخی از انسان‌گریزان از نظر تولدستیزی حمایت می‌کنند و معتقدند که انسان‌ها باید از تولیدمثل خودداری کنند.

## تعریف
انسان‌گریزی به‌طور سنتی به معنای نفرت یا بیزاری از نوع بشر تعریف شده است. این واژه در قرن هفدهم ابداع شد و ریشه در کلمات یونانی μῖσος (mīsos) به معنای "نفرت" و ἄνθρωπος (anthropos) به معنای "انسان" دارد. در فلسفه‌ی معاصر، این اصطلاح معمولاً به معنای گسترده‌تری به کار می‌رود و ارزیابی منفی‌ای از بشریت به‌عنوان یک کل بر اساس نقص‌ها و ضعف‌های انسانی را در بر می‌گیرد. این ارزیابی منفی می‌تواند به شکل‌های مختلفی بروز کند که نفرت فقط یکی از آن‌ها است. به این معنا، انسان‌گریزی یک مؤلفه‌ی شناختی بر اساس ارزیابی منفی از بشریت دارد و صرفاً یک رد کورکورانه نیست. انسان‌گریزی معمولاً در مقابل انسان‌دوستی قرار دارد که به معنای عشق به نوع بشر است و با تلاش‌هایی برای افزایش رفاه انسانی، مانند خیرخواهی، کمک‌های خیریه و اهدایی، مرتبط است. هر دو اصطلاح دارای طیفی از معانی هستند و لزوماً در تضاد با یکدیگر نیستند. از این رو، یک فرد ممکن است از یک نظر انسان‌گریز و از نظر دیگر انسان‌دوست باشد.
یک جنبه اصلی در تمام اشکال انسان‌گریزی این است که هدف آن محلی نیست، بلکه همه‌جا را در بر می‌گیرد. این بدان معناست که نگرش منفی فقط به افراد یا گروه‌های خاصی معطوف نمی‌شود، بلکه به کل بشریت برمی‌گردد. به این ترتیب، انسان‌گریزی با سایر انواع نگرش‌های منفی و تبعیض‌آمیز که به یک گروه خاص از افراد معطوف‌اند، تفاوت دارد. این آن را از تعصباتی مانند زن‌ستیزی، مردستیزی و نژادپرستی که نگرش منفی نسبت به زنان، مردان یا نژادهای خاص دارند، متمایز می‌کند. به گفته‌ی نظریه‌پرداز ادبی اندرو گیبسون، انسان‌گریزی لزوماً به معنای بیزاری از تک‌تک انسان‌ها نیست، بلکه به افق دید فرد بستگی دارد. به‌عنوان مثال، یک روستایی که از همه‌ی افراد روستای خود بیزار است، اگر افق دیدش محدود به همان روستا باشد، انسان‌گریز محسوب می‌شود.
هم انسان‌گریزان و هم منتقدان آن‌ها توافق دارند که ویژگی‌های منفی و نقص‌ها به‌طور مساوی توزیع نشده‌اند، به این معنا که رذایل و ویژگی‌های بد در برخی افراد بسیار بیشتر از دیگران وجود دارد. اما در انسان‌گریزی، ارزیابی منفی از بشریت تنها بر اساس چند مورد افراطی و برجسته نیست؛ بلکه محکوم کردن کل بشریت است که نه تنها شامل افراد استثنائاً بد، بلکه شامل افراد معمولی نیز می‌شود. به دلیل این تمرکز بر افراد عادی، گاهی گفته می‌شود که این نقص‌ها آشکار و پیش‌پاافتاده هستند، اما ممکن است افراد به دلیل نقص‌های شناختی آن‌ها را نادیده بگیرند. برخی نقص‌ها را به‌عنوان بخشی از ذات انسانی می‌دانند. دیگران نیز دیدگاه خود را بر اساس نقص‌های غیر ذاتی، یعنی آنچه انسانیت به آن تبدیل شده، پایه‌ریزی می‌کنند. این شامل نقص‌هایی است که به‌عنوان نشانه‌های تمدن مدرن به‌طور کلی دیده می‌شوند. با این حال، هر دو گروه معتقدند که نقص‌های مرتبط "ریشه‌دار" هستند. این بدان معناست که یا راهی برای اصلاح آن‌ها وجود ندارد یا اگر هم وجود داشته باشد، اصلاح آن‌ها به‌جز با تغییر کامل سبک زندگی غالب امکان‌پذیر نیست، اگر اصلاً چنین امکانی وجود داشته باشد.

## انواع
انواع مختلفی از انسان‌گریزی در متون علمی متمایز شده‌اند. این انواع بر اساس نگرش‌های مختلف، شیوه بیان، و اینکه آیا انسان‌گریزان خود را در ارزیابی منفی‌شان شامل می‌کنند یا خیر، تعریف می‌شوند. تفاوت‌های بین این انواع اغلب برای ارزیابی دلایل موافق و مخالف انسان‌گریزی مهم است. طبقه‌بندی اولیه‌ای که ایمانوئل کانت پیشنهاد داده، بین انسان‌گریزان مثبت و منفی تمایز قائل می‌شود. انسان‌گریزان مثبت دشمنان فعال بشریت هستند؛ آن‌ها خواهان آسیب به دیگران‌اند و تلاش‌هایی برای صدمه زدن به مردم به شیوه‌های مختلف انجام می‌دهند. انسان‌گریزی منفی، در مقابل، یک نوع انسان‌هراسی صلح‌آمیز است که افراد را به انزوا می‌کشاند. این افراد ممکن است با وجود دیدن نقص‌های جدی در دیگران، برای آن‌ها خیر بخواهند و ترجیح دهند که در زمینه اجتماعی نوع بشر دخالت نکنند. کانت انسان‌گریزی منفی را با ناامیدی اخلاقی مرتبط می‌داند که به دلیل تجربیات منفی قبلی با دیگران به وجود آمده است.
تمایز دیگری بر این اساس است که آیا محکومیت انسان‌گریزانه بشریت فقط متوجه دیگران است یا همه از جمله خود شخص را نیز شامل می‌شود. در این زمینه، انسان‌گریزان خود‌شامل در ارزیابی منفی‌شان ثبات بیشتری دارند و خودشان را نیز در این نگرش منفی لحاظ می‌کنند. این نوع با انسان‌گریزان خودستایانه در تضاد است که به‌طور ضمنی یا صریح خود را از محکومیت کلی مستثنی می‌کنند و خود را برتر از بقیه می‌دانند. این نگرش ممکن است با حس عزت نفس و خودپرستی خود همراه باشد. به گفته‌ی نظریه‌پرداز ادبی جوزف هریس، نوع خودستایانه رایج‌تر است. او بیان می‌کند که این نگرش به نوعی موضع خود را تضعیف می‌کند، چراکه نوعی ظاهرسازی را نشان می‌دهد. طبقه‌بندی مرتبطی که توسط اروینگ ببیت ارائه شده است، انسان‌گریزان را بر اساس اینکه آیا در ارزیابی منفی‌شان استثنایی قائل می‌شوند یا خیر، دسته‌بندی می‌کند. در این زمینه، انسان‌گریزان "عقل خالص" بشریت را به‌طور کامل ناامیدکننده می‌دانند. انسان‌گریزان لطیف چند نفر ایده‌آل را از ارزیابی منفی خود مستثنی می‌کنند. ببیت به ژان ژاک روسو و تمایل او به انسان طبیعی و غیر متمدن به‌عنوان مثالی از انسان‌گریزی لطیف اشاره می‌کند و آن را در تضاد با نفی کامل بشریت توسط جاناتان سوییفت قرار می‌دهد.
راه دیگری برای دسته‌بندی انواع انسان‌گریزی، نوع نگرش نسبت به بشریت است. در این زمینه، فیلسوف توبی سووبودا نگرش‌های بیزاری، نفرت، تحقیر و قضاوت را از هم متمایز می‌کند. یک انسان‌گریز بر اساس بیزاری، احساسات منفی نسبت به دیگران دارد. انسان‌گریزی بر مبنای نفرت شامل نوعی بیزاری شدید است. این نوع نگرش علاوه بر این، خواهان آسیب به دیگران است و گاهی در تلاش برای تحقق این خواسته است. در مورد تحقیر، این نگرش بر احساسات و عواطف متکی نیست، بلکه بیشتر بر دیدگاه نظری استوار است. این نوع انسان‌گریزی، انسان‌گریزان را به دیدن دیگران به‌عنوان بی‌ارزش و تحقیر آن‌ها سوق می‌دهد و خود را از این ارزیابی مستثنی می‌کند. اگر نگرش انسان‌گریزانه مبتنی بر قضاوت باشد، نظری است و بین خود و دیگران تفاوتی قائل نمی‌شود. این دیدگاه بر این باور است که بشریت به‌طور کلی بد است بدون آنکه انسان‌گریز را به هیچ وجه بهتر از دیگران بداند. به گفته سووبودا، تنها انسان‌گریزی مبتنی بر قضاوت یک موضع فلسفی جدی به شمار می‌آید. او معتقد است که انسان‌گریزی مبتنی بر تحقیر نسبت به دیگران مغرضانه است، در حالی که انسان‌گریزی به شکل بیزاری و نفرت به سختی قابل ارزیابی است، زیرا این نگرش‌های احساسی اغلب به شواهد عینی پاسخ نمی‌دهند.